# Buchetta del vino

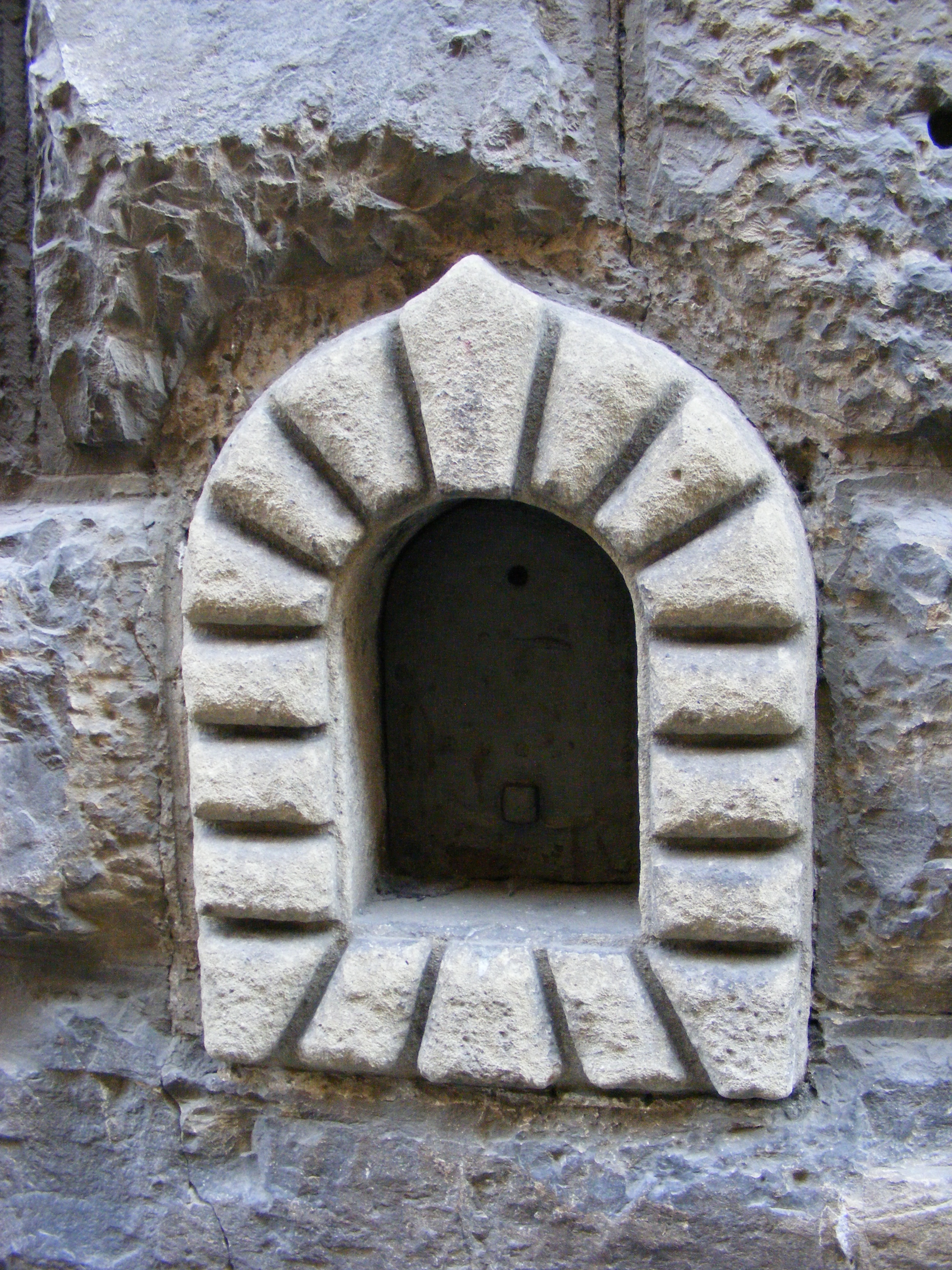
Ejemplo de una buchetta del vino

Una buchetta del vino es una tienda que vende productos a través de un pequeño agujero en la pared. Recibe su nombre por buchetta, palabra del italiano para describir una pequeña abertura o ventana. Tales tiendas son típicas de la Toscana en Italia, con muchas de ellas encontrándose en el centro histórico de la ciudad de Florencia.
Las buchettas suelen tener dimensiones similares, unos 30 cm de alto y 15 cm de ancho, y están arqueadas en la parte superior, pero por lo demás tienen un estilo muy diverso. Por lo general, se construyeron en las paredes laterales de la calle de los palacios de los aristócratas, generalmente cerca de la entrada principal, y pueden estar bastante ornamentadas. Se cerraban fuera del horario de apertura con una trampilla, que podía estar pintada de varios colores, o con un bodegón o pintura religiosa. Ahora faltan muchas escotillas y algunas buchettas están en desuso y han sido selladas.

## Historia
En 1559, Cosme I de Médici, Gran Duque de Toscana, permitió a los agricultores vender su vino directamente a los consumidores en sus residencias. Como resultado, los sirvientes de las ricas casas florentinas vendían vino de las propiedades del señor a través de pequeñas ventanas, lo suficientemente grandes como para pasar una botella.  A principios del siglo XX, cambiaron las leyes sobre la venta de vino, se subdividieron los palacios y se tapiaron muchas buchettas, o se convirtieron en timbres, buzones o nichos. Una inundación en 1966 destruyó muchos componentes de madera, pero dejó al descubierto al menos una que había sido enyesada, lo que llevó a su restauración.
Durante las plagas del Renacimiento, se utilizaron como una forma de comercio de bajo riesgo de contagio. En la pandemia de COVID-19, fueron reabiertas para volver a cumplir esa función, vendiéndose alimentos, bebidas y helados.